# Tim Shaw
Timothy Andrew "Tim" Shaw, född 8 november 1957 i Long Beach, är en amerikansk simmare och vattenpolospelare. Han representerade USA vid olympiska sommarspelen 1976 i simning och 1984 i vattenpolo.
Shaw tog OS-silver på 400 meter frisim i Montréal. I lagkappen 4x200 meter frisim ställde han upp i ett heat och ingår därför i det vinnande amerikanska laget. OS-finalen avgjorde ett lag som bestod av John Naber, Mike Bruner, Bruce Furniss och Jim Montgomery. Shaw deltog även i den olympiska vattenpoloturneringen i Los Angeles där USA tog silver. Shaw gjorde ett mål i turneringen, i matchen mot Spanien.
Shaw gjorde sex mål när USA vann vattenpoloturneringen vid panamerikanska spelen 1983 i Caracas.